# 高草山
高草山（たかくさやま）は、静岡県焼津市と藤枝市との境界にある標高501mの山である。

## 概要
山頂は駿河湾沿岸から3km程と海に近い。一帯は山塊をなしており、静岡平野と志太平野を分断している。東側は海まで山塊が続いており、その端は大崩海岸の絶景となっている。山頂の東側には、幅300mほどの間に、東海道線や東海道新幹線、東名高速道路が通る、日本の東西交通の要所となっている地点がある（日本坂トンネル・石部トンネル）。西側は瀬戸川水系上流域の山塊、そのさらに北西側の大井川上流域・赤石山脈（南アルプス）とつながっている。

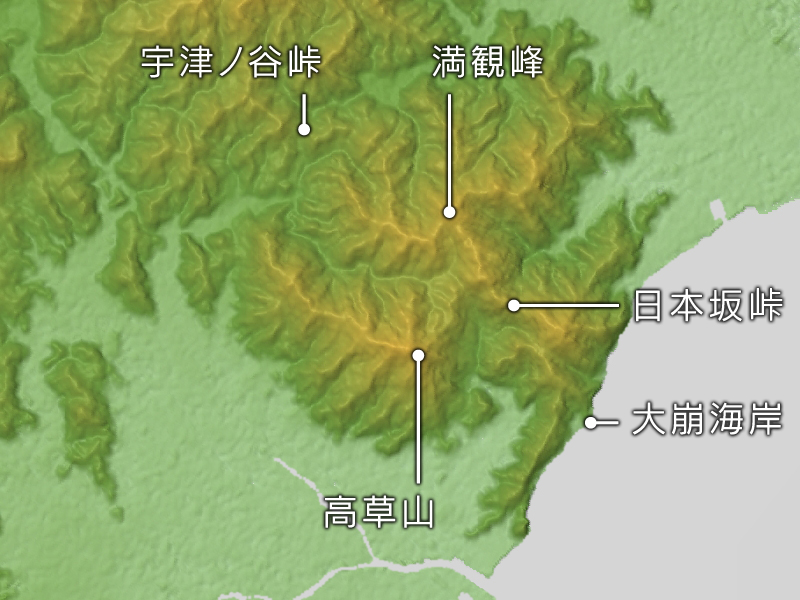
高草山周辺の地形図

高草山山塊はおもにアルカリ玄武岩の枕状熔岩から成り、かつて四国海盆に生まれ、その後本州に付加した海山だと考えられている。
市境が入り組んでおり、全体的に見るとこの山の南側が焼津市、北側が静岡市であるのだが、山頂の北側付近に藤枝市（岡部）が張り出してきている形になっている。焼津市の市境はそのさらに北側で張り出しており、焼津市の北端は高草山山頂から北に2km程の満観峰の頂上である。
最高部は緩やかながら双耳峰となっており、二等三角点（点名「高草山」、標高500.98）が西峰に設置されている。どちらにも無線関係の塔があり、東峰の無線中継所は大きく、特に焼津市内からこの山のランドマークとして市民には認識されていた。(2020年3月に解体、撤去)
山頂付近には他に塔がもう一本、神社（高草山権現）、慰霊碑などがある。近年はクリスマスに山腹の公園にて、焼津市内の広くから見える大きなイルミネーションが飾られる。
約1300種の植物が自生している。春に咲く絶滅危惧種のキスミレの数は年々減少しているようだが、地元の人の手厚い保護によって咲き続けている。山腹の一部は茶畑として利用されている。

## 登山・ハイキング

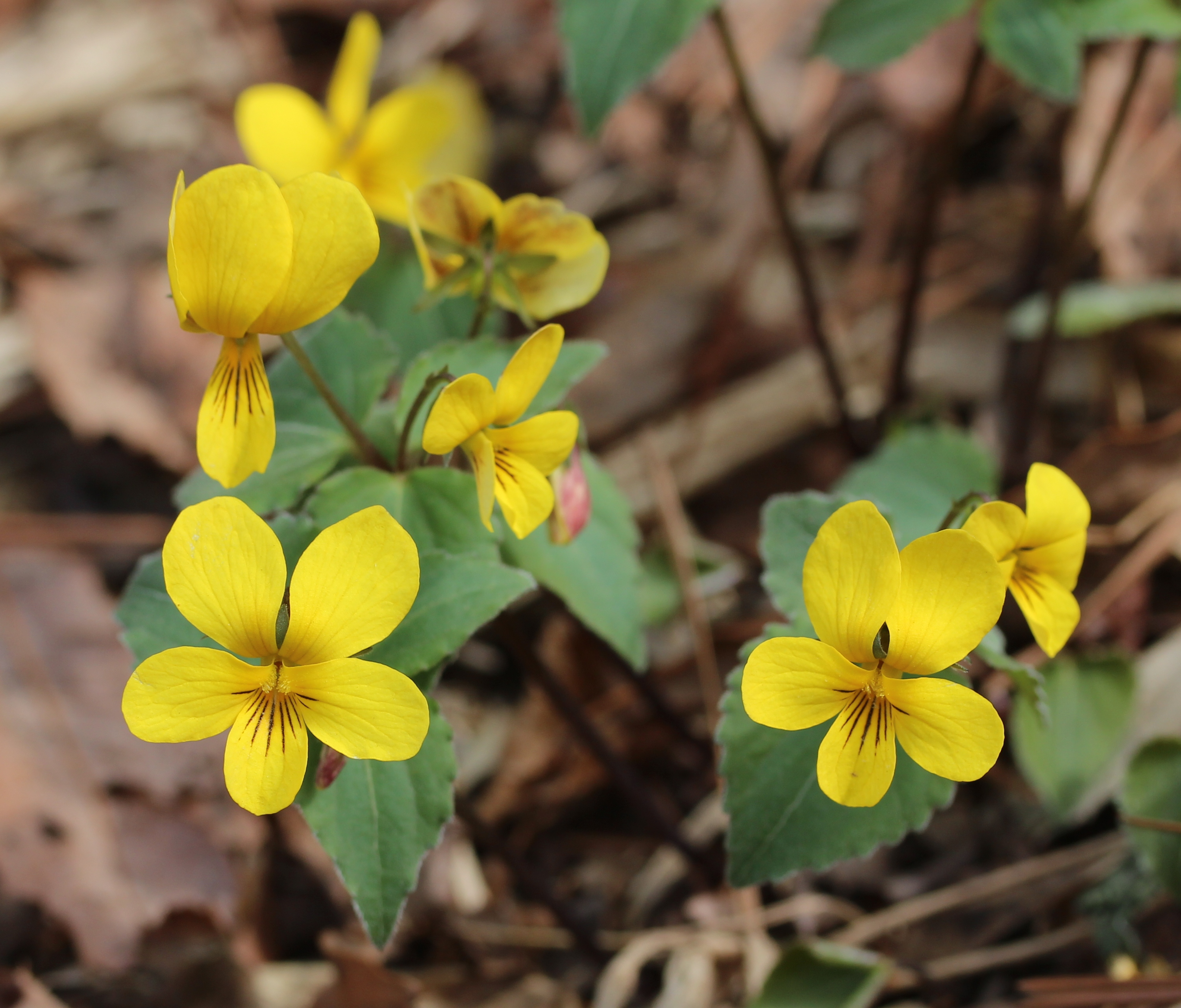
高草山にはキスミレの群落がある。

登山道が開設されていて、駿河湾や伊豆半島、志太平野、富士山を望める場所がいくつかある。東海自然歩道の静岡県が指定しているバイパスコースが付近を通っている。周辺の幼稚園や小学校の遠足にもよく利用され、中腹付近に位置する笛吹段公園では焼津市街が見渡せる他、登山やハイキングの休憩処にもなっている。静岡百山研究会により『静岡の百山』のひとつに選定されている。